# The Knick
The Knick is een Amerikaanse medische dramaserie. De reeks liep twee seizoenen en werd oorspronkelijk van 2014 tot 2015 uitgezonden op de Amerikaanse betaalzender Cinemax. De hoofdrollen worden vertolkt door Clive Owen en André Holland.

## Verhaal
In het New York van 1900 proberen chirurgen en verpleegkundigen van Knickerbocker Hospital, bijgenaamd 'The Knick', om het sterftecijfer van het ziekenhuis zo laag mogelijk te houden. Het is een periode waarin zowel wetenschappelijke kennis als medische technologieën op het punt staan drastisch te evolueren.
Wanneer chirurg John Thackery, die met een cocaïneverslaving kampt, na de zelfmoord van een collega aan het hoofd van de medische staf komt te staan, moet hij tegen zijn zin samenwerken met de assistent Algernon Edwards, een zwarte arts die in Europa gewerkt heeft en zowel in het ziekenhuis als de stad geconfronteerd wordt met raciale problemen en vooroordelen.

## Rolverdeling

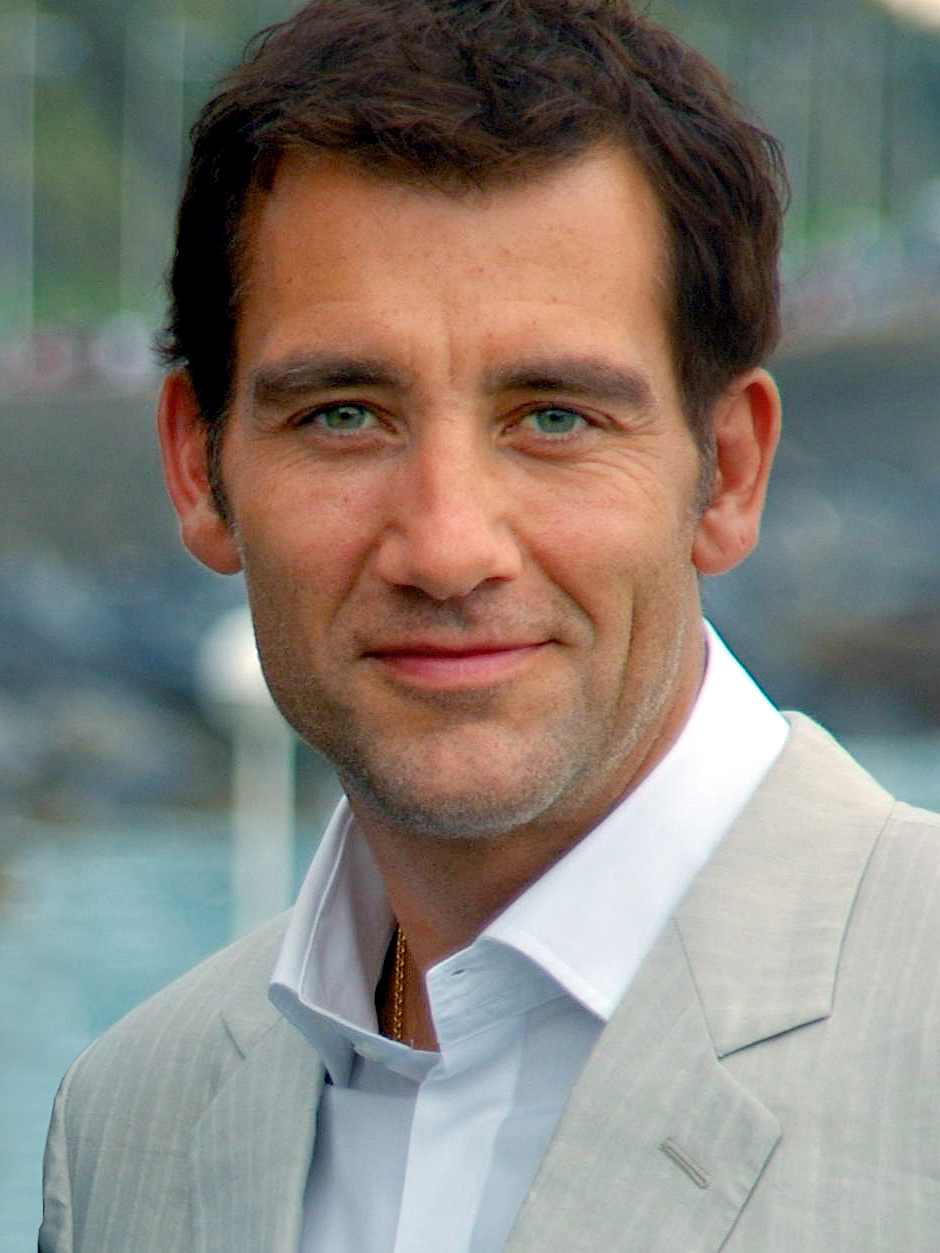
Hoofdrolspeler Clive Owen.

| Acteur            | Personage                            |
| ----------------- | ------------------------------------ |
| Clive Owen        | Dr. John W. "Thack" Thackery         |
| André Holland     | Dr. Algernon C. Edwards              |
| Jeremy Bobb       | Herman Barrow                        |
| Juliet Rylance    | Cornelia Robertson                   |
| Eve Hewson        | Lucy Elkins                          |
| Michael Angarano  | Dr. Bertram "Bertie" Chickering, Jr. |
| Chris Sullivan    | Tom Cleary                           |
| Cara Seymour      | Sister Harriet                       |
| David Fierro      | Jacob Speight                        |
| Maya Kazan        | Eleanor Gallinger                    |
| Grainger Hines    | Captain August Robertson             |
| Michael Nathanson | Dr. Levi Zinberg                     |
| Rachel Korine     | Junia                                |
| Zaraah Abrahams   | Opal Edwards                         |

## Productie
Jeugdvrienden en collega's Michael Begler en Jack Amiel begonnen hun carrière met het schrijven van sitcoms en romantische komedies. In de hoop die genres achter zich te kunnen laten, besloten ze om iets helemaal anders te schrijven. Begler raakte tijdens een maagprobleem gefascineerd door wat de medische wereld al wist en nog niet wist en vroeg zich af hoe de situatie 100 jaar geleden was. Hij bestelde vervolgens enkele oude, medische boeken op eBay en begon met Amiel een serie uit te werken rond de cruciale medische ontdekkingen en mislukkingen die mee aan de basis lagen van de moderne geneeskunde. Hun script voor The Knick belandde via producent Michael Sugar bij Steven Soderbergh, die besloot om de volledige reeks te regisseren, filmen en monteren.
Stanley Burns, oprichter van The Burns Archive (het grootste privé-archief van historische, medische documenten), werd ingeschakeld als technisch adviseur. Zo leerde hij de cast enkele medische technieken en werd zijn fotoarchief gebruikt als inspiratiebron voor de serie. Het ziekenhuis dat in de serie centraal staat, bestond echt. Het ziekenhuis bevond zich van 1862 tot 1978 in Harlem (New York) en stond tussen 1913 en 1974 bekend als Knickerbocker Hospital. Het hoofdpersonage, John Thackery, is gedeeltelijk gebaseerd op William Stewart Halsted (1852–1922). Algernon Edwards werd geïnspireerd door de artsen Louis T. Wright (1891–1952) en Daniel Hale Williams (1856–1931).
In juli 2013 raakte bekend dat het televisieproject door de Amerikaanse betaalzender Cinemax was opgepikt en dat Clive Owen de hoofdrol zou vertolken. Een maand later werden André Holland, Juliet Rylance, Eve Hewson en Michael Angarano aan de cast toegevoegd. De opnames voor het eerste seizoen gingen in september 2013 van start in New York. In augustus 2014 ging de reeks in première. Een jaar later volgde het tweede seizoen. Owen werd voor zijn hoofdrol in het eerste seizoen genomineerd voor een Golden Globe.
In december 2015, na afloop van het tweede seizoen, werd bericht dat Cinemax onderhandelde over een derde seizoen. In maart 2017 werd de serie door de zender geannuleerd.